# Alțâna
Alțâna, alte Schreibweise Alțîna [alˈtsɨna] (deutsch Alzen, siebenbürgisch-sächsisch Ålzen, ungarisch Alcina), ist eine Gemeinde im Kreis Sibiu in der Region Siebenbürgen in Rumänien.

## Geographische Lage
Alțâna liegt vier Kilometer nördlich von Nocrich (Leschkirch) und südwestlich von Agnita (Agnetheln) im Harbachtal. Alzen ist Sitz der Gemeindeverwaltung für dieses Dorf sowie für Benești (Bägendorf) und Ghijasa de Sus (Obergesäß).

## Geschichte
Der Ort wurde im Jahr 1291 zum ersten Mal urkundlich dokumentiert, zwei Mitglieder der Grafenfamilie Gerendi werden in einem Kaufvertrag erwähnt. Im Jahr 1532 war Alzen die größte Gemeinde des Leschkircher Stuhls.
In Alzen gab es eine kleine jüdische Bevölkerungsgruppe, allerdings keine Gemeinde. Laut Zeugen ist die letzte jüdische Familie 1970 ausgewandert. Es gab im westlichen Teil des Ortes auch einen jüdischen Friedhof, der allerdings bereits seit langem überbaut ist.

### Schreibweise des Ortsnamens
Es ist umstritten, ob der offizielle Name des Ortes im Rumänischen „Alțina“ (eine verstärkende Rumänisierung der ungarischen Variante) lautet, oder „Alțâna“, wie es z. B. die Website der Kreisverwaltung sowie das Schild am Bahnhof der Ortschaft vermuten lassen.

### Untergegangenes Dorf
In der Nähe des Ortes, Richtung Nocrich, wurden während der späten 1980er Jahre Grabungen durchgeführt, wo sich einmal das Dorf Underten befand. Man fand Reste von Häusern und Werkzeugen und konnte eine gewesene Saalkirche nachweisen.

## Bevölkerung
Bereits im Jahr 1786 hatte der Ort 1.326 Einwohner, bis zum Jahr 1910 wuchs er auf 2.113 an; damals schon war die relative Mehrheit der Dorfbewohner Rumänen. Im Jahr 1940 gab es eine Zählung der Rumäniendeutschen, zu diesem Zeitpunkt waren es 1.012. Nach dem Zweiten Weltkrieg wuchs die Bevölkerungsanzahl nochmal leicht an, jedoch weniger schnell als in den neuen Industriestandorten Rumäniens. 1966 wurden 2.141 Menschen gezählt, 1990 – kurz nach der Revolution – waren es 2.815; im Sommer 2004 zählte das Dorf 1.109 Einwohner. Nach der zweiten großen Auswanderungswelle der Rumäniendeutschen Anfang der 1990er Jahre gab es 1995 noch 90 Mitglieder der evangelischen Gemeinde, die von Cisnădioara (Michelsberg) aus betreut werden. 2005 zählte die evangelische Gemeinde 74 Mitglieder und bildet zusammen mit Hosman (Holzmengen), Marpod und Nocrich die Pfarrgemeinde Alzen.

## Sehenswürdigkeiten
- Die Alzener Kirchenburg – ein Sakralbau – liegt auf einem Hügel im Westen der Ortschaft und wird von einem doppelten, fast kreisrunden Mauerring umschlossen. Im 13. Jahrhundert war sie eine turmlose Basilika, im Jahr 1509 wurde sie vermutlich zu einer Hallenkirche umgebaut, das flachgedeckte Mittelschiff bekam ein Tonnengewölbe. Das kelchförmige, aus Glockenbronze gegossene Taufbecken der Kirchenburg war eines von insgesamt acht Taufbecken, das vom Hermannstädter Meister Leonhardus 1404 gefertigt wurde.[4] Das Taufbecken wurde im Juli 1999 gestohlen und ist nicht wieder aufgetaucht. Die anderen Taufbecken befinden sich heute in Daia (Denndorf), Brădeni (Henndorf), Hermannstadt, Șeica Mică (Kleinschelken), Mediaș (Mediasch), Șaeș (Schaas) und Sighișoara (Schäßburg). Der heutige Turm wurde im Jahr 1856 gebaut, vorher stand dort ein Glockenturm mit einem Wehrgang. Das Deckengewölbe der Kirche stürzte am 4. November 2020 ein und beschädigte das gesamte Kirchenschiff sowie die Empore mit der einzigartigen Johannes-Hahn-Orgel.
- Die Harbachtalbahn, eine Schmalspurbahn von Hermannstadt nach Agnetheln, von den Siebenbürger Sachsen Wusch genannt, führte durch Alzen von Hermannstadt nach Agnetheln.

## Persönlichkeiten
- Johann Michaelis (1813–1877), war in Alzen ab 1861 Pfarrer
- Heinrich Schuster (1857–1931), Schriftsteller und Lehrer[5]
- Irmgard Sedler (* 1951), deutsche Volkskundlerin, Sachbuchautorin und Museumsleiterin